# Bibliotheca Palatina
Bibliotheca Palatina (eller Palatina bibliotheca, det palatinske
bibliotek) kaldtes i det antikke Rom det
bibliotek, som kejser Augustus 28 f.Kr. lod
indrette i en søjlehal ved Apollon-templet på 
den palatinske høj, Palatinerhøjen. Det havde både en latinsk og
en græsk afdeling og var Roms første offentlige
bibliotek.
Samme navn havde også det
bibliotek, som kurfyrsten af Pfalz, Ludwig 3. havde samlet
i Heidelberg, og som efter Heidelbergs erobring
under Trediveårskrigen af kurfyrst
Maximilian af Bayern (1573-1651) blev skænket til paven 1623.
Det udgør endnu en væsentlig del af det
vatikanske bibliotek, Bibliotheca Apostolica Vaticana, men nogle af de værdifuldeste håndskrifter, som 1797 blev ført til Paris,
kom 1815 tilbage til Heidelberg, og ligeledes
blev de gammeltyske håndskrifter 1817 ført
tilbage til Heidelberg fra Rom.
Den italienske artikel opgiver institutioner med et lignende navn i Caserta, Firenze, Heidelberg, Parma og Vatikanet